# Teresa Abelleira
Teresa Abelleira Dueñas, née le 9 janvier 2000 à Pontevedra, est une footballeuse internationale espagnole évoluant au poste de milieu de terrain au Real Madrid et avec l'équipe d'Espagne.

## Biographie

### En club
De 2016 à 2020, elle joue au Deportivo La Corogne. En 2020, elle rejoint le club du Real Madrid lors de la création de sa section féminine.

### En sélection
Teresa Abelleira devient internationale espagnole en septembre 2020. Elle entre pour la première fois sur le terrain le 27 novembre 2020 contre la Moldavie lors des Éliminatoires du Championnat d'Europe féminin de football 2022.
En 2023, elle fait partie des 23 joueuses sélectionnées par Jorge Vilda pour participer à la coupe du monde en Australie et en Nouvelle-Zélande.

## Palmarès

### En sélection
Espagne
- Vainqueure de la Coupe du monde en 2023